# Omalium caesum
Omalium caesum är en skalbaggsart som beskrevs av Johann Ludwig Christian Gravenhorst 1806. Omalium caesum ingår i släktet Omalium, och familjen kortvingar. Arten är reproducerande i Sverige.